# Jan Stanisław Szukszta
Jan Stanisław Szukszta herbu Pobóg (zm. przed 6 maja 1697) – podkomorzy kowieński w latach 1677–1694, podsędek kowieński w latach 1667–1676, sędzia grodzki kowieński w latach 1657–1664.
Poseł sejmiku kowieńskiego na sejm 1661, 1662, 1666 (II), 1667, sejm nadzwyczajny 1668 roku, sejm abdykacyjny 1668 roku. Był posłem powiatu kowieńskiego województwa trockiego na sejm nadzwyczajny 1672 roku. Jako poseł na sejm konwokacyjny 1674 roku z powiatu kowieńskiego był członkiem konfederacji generalnej zawiązanej 15 stycznia 1674 roku na tym sejmie. Był elektorem Jana III Sobieskiego z powiatu kowieńskiego w 1674 roku, był deputatem do jego pacta conventa. Poseł na sejm koronacyjny 1676 roku z Kowna.
Na sejmie 1662 roku wyznaczony z Koła Poselskiego komisarzem do zapłaty wojsku Wielkiego Księstwa Litewskiego. Na sejmie 1667 roku wyznaczony z Koła Poselskiego komisarzem do zapłaty wojsku Wielkiego Księstwa Litewskiego.